# أكيهابارا

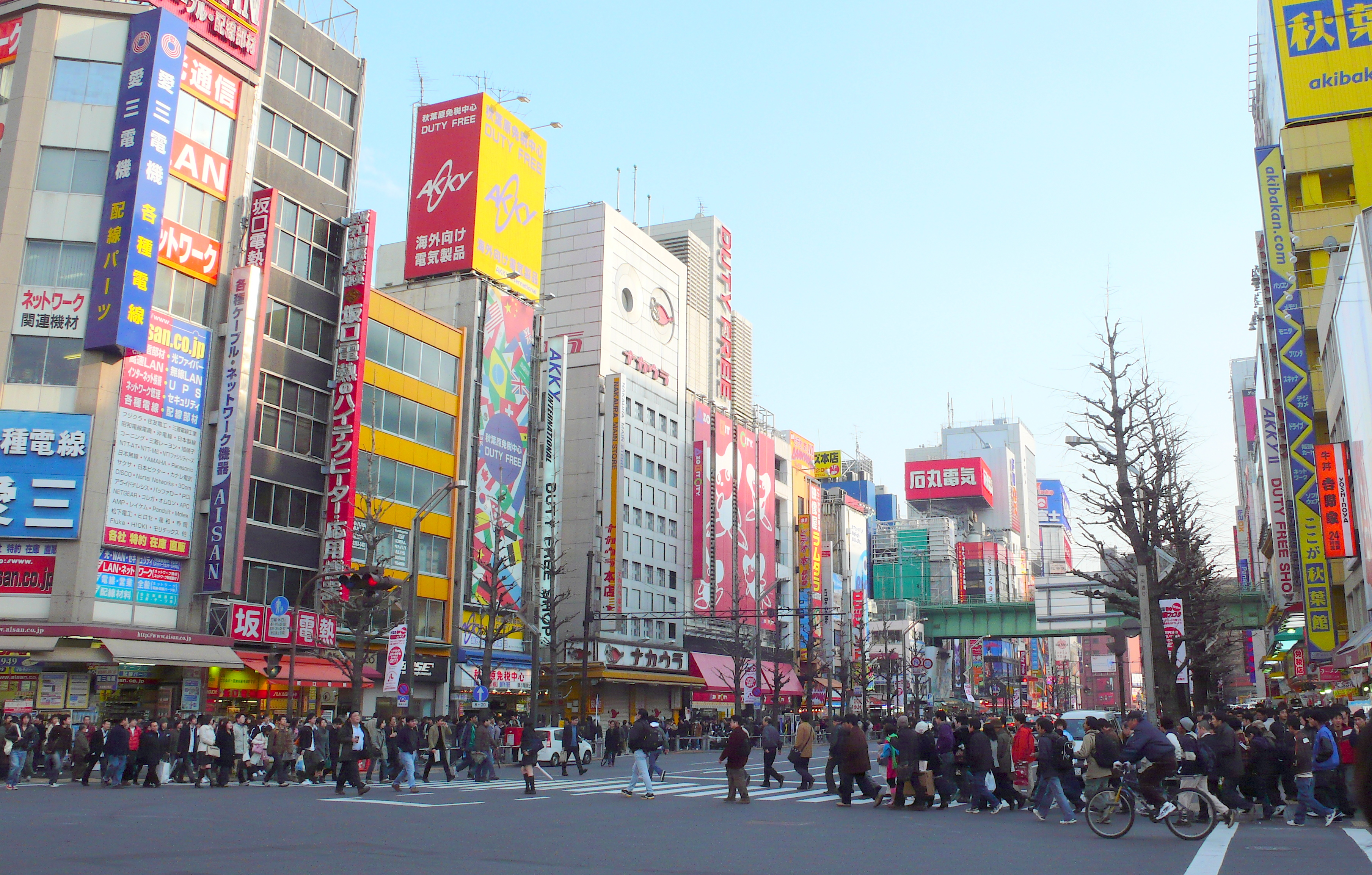
صورة التقطت لاكيهابار في عام 2007

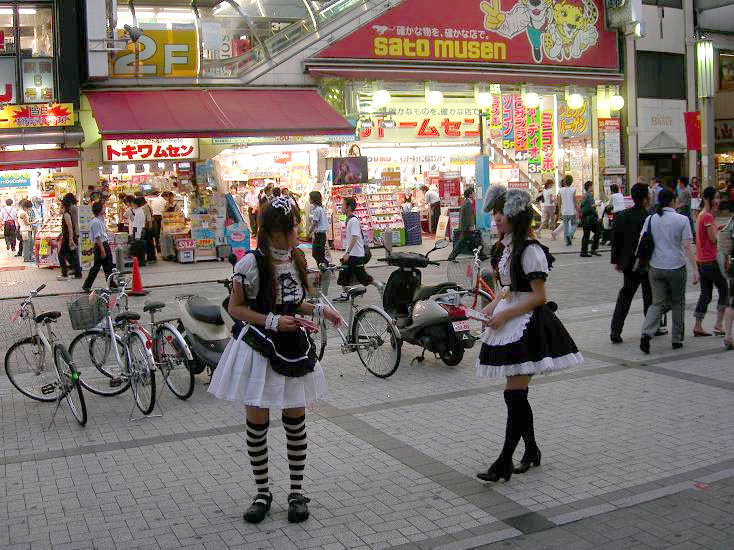
خادمة توزع الإعلانات في أكيهابارا

اكيهابارا (باليابانية: 秋葉原) هو اسم لمنطقة في مدينة طوكيو تعرف أيضا باسم مدينة أكيهابارا الكهربائية 秋葉原電気街. تختصر كلمة أكيهابارا بالعامية اليابانية إلى أكيبا. وتبعد فقط مسافة 5 دقائق بالقطار عن محطة طوكيو الرئيسية.

## أهميتها
تكمن أهمية أكيهابارا بأنها تحوي أكبر وأفضل مراكز الإلكترونيات وأجهزة الحاسوب والانمي على وجه الكرة الأرضية[بحاجة لمصدر]. هذا بالإضافة أنها من أوائل الأماكن التي تظهر وتشاهد بها أحدث التكنولوجيا اليابانية. يزور أكيهابارا من العديد من المواطنين اليابانيون وكذلك الأجانب المتعلقين بالأجهزة والتكنولوجيا اليابانية.
تشتهر أكيهابارا بأنها مدينة تختص في المنتجات الإلكترونية، سواءً كانت حديثة أم مستعملة، كما أنها تتخصص أيضا في بيع الكثير من منتجات الأنمي والأوتاكو. تباع الإلكترونيات في شتى أنواعها في اكيهابارا، من الثلاجات والميكروويف إلى الكاميرات الصغيرة والجوالات الذكية. كما تعرف أكيهابارا أيضا بأنها تبيع منتجات لصناعة الروبوتات والآليات.

## تاريخ
في الاصل كانت أكيهابارا تقع خارج بوابة Sujikai-gomon (تعرف حاليا باسم جسر المانسيه) الذي كانت من إحدى بوابات إدو سابقاً، حيث كانت مدخلاً من منطقة اللإدو الشمالي والإدو الشمالي غربي. سكن الكثير من التجار والصناع والساموراي الفقراء في أنحائها في ذلك الوقت.

## مباني علام

### قسم شرطة مانسه-باشي

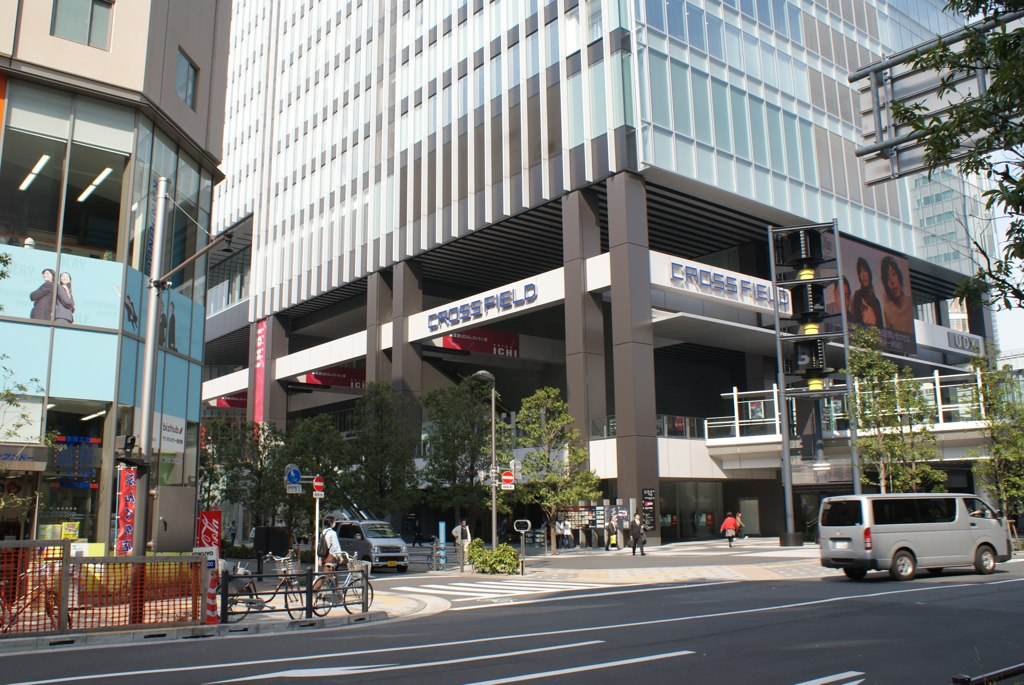
أكيهابارا UDX (تأسست في أكيهابارا كروسفيلد)

قسم شرطة مانسه-باشي (万世橋警察署 مانسه-باشي كيساتسوشو) هو قسم شرطة يتبع قسم شرطة العاصمة طوكيو.

## وصلات خارجية

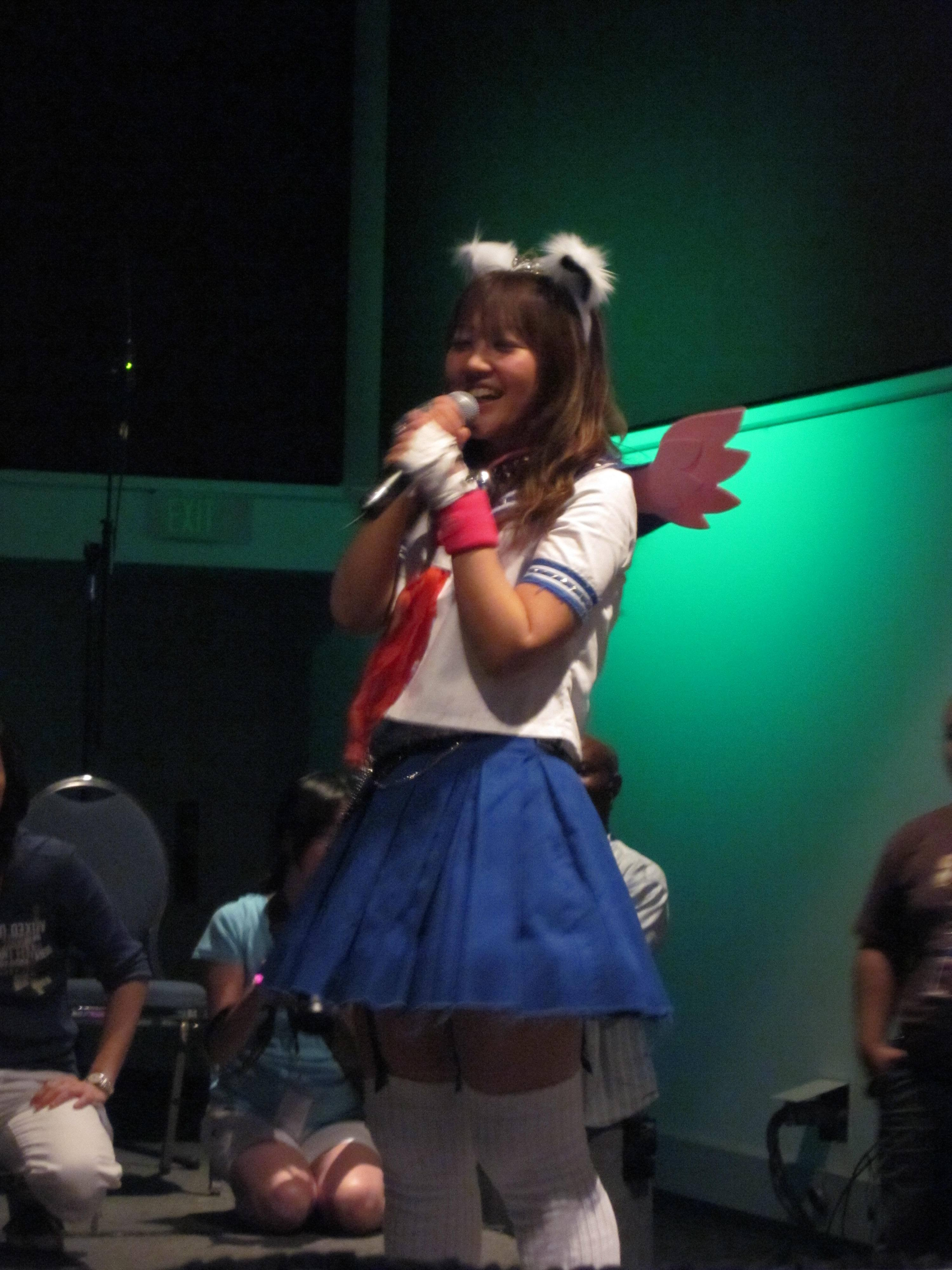
هاروكو موموي (المعبود الأول لأكيبا)

- الموقع الرسمي لاكيهابارا باليابانية
- هاروكو موموي (المعبود الأول لأكيبا)شوكو ناكاجاوا (أشهر آيدول أكيبا في اليابان)الموقع الرسمي لاكيهابارا بالإنجليزية

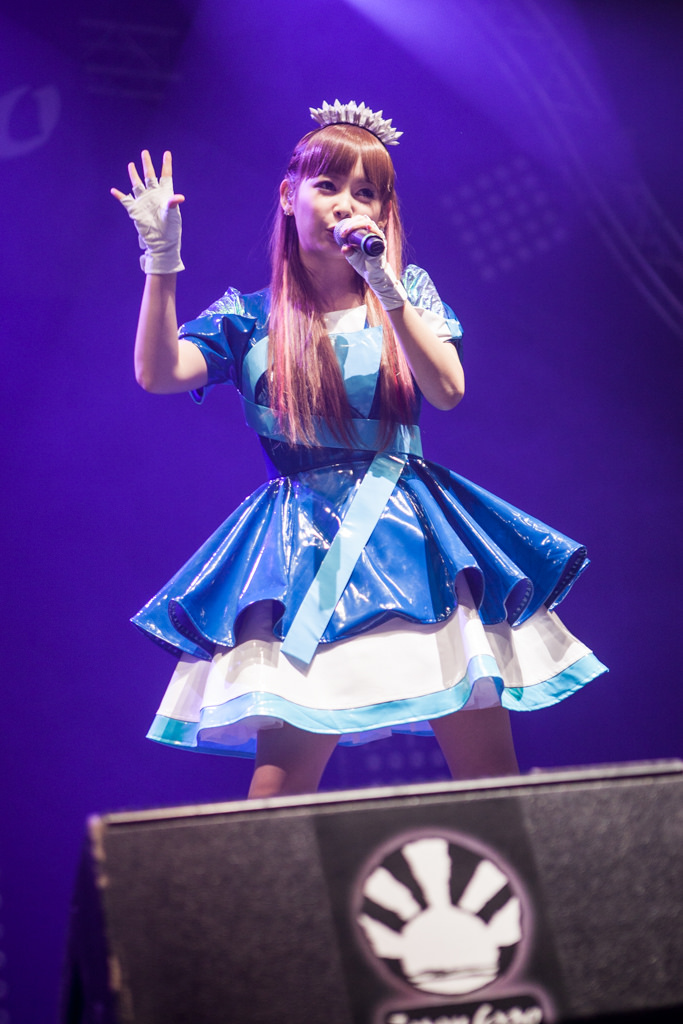
شوكو ناكاجاوا (أشهر آيدول أكيبا في اليابان)